# Мукка (певец)
МУ́ККА (настоящее имя — Серафи́м Влади́мирович Сидо́рин; род. 26 июля 1994) — российский рок-музыкант, известный прежде всего по хиту «Девочка с каре».

## Биография

### 1994: - Ранние годы
Родился 26 июля 1994 года в Нижегородской области. Учился в школе № 8 города Выкса. Жил в Сарове, в настоящее время живёт в Санкт-Петербурге.

### 2018-2019: Пик популярности
Песня «Девочка с каре» входила в одноимённый мини-альбом «Девочка с каре», увидевший свет в декабре 2018 года. В апреле 2019 года на YouTube был выложен клип.
В январе и феврале 2019 года Мукка представил песни «Не горят» и «Отдай кота», за которыми последовали ещё несколько.
В октябре 2019 года Мукка выпустил песню «Не та», а в ноябре второй мини-альбом «Таблетка», куда эта песня вошла. Альбом получил 7,5 баллов из 10 от Алексея Мажаева (InterMedia).
24 декабря 2019 года выходит клип на трек «Таблетка», в котором снялась блогер Карина Karrambaby. Клип вошёл в ТОП-20 трендовых роликов сервиса YouTube Music.

### 2020: Cинглы
19 февраля 2020 года выходит песня «Не киряй» в дуэте с группой Три Дня Дождя. На момент 24 июня 2021 года трек послушали больше 6 000 000 раз в Spotify.
19 марта 2020 года выходит совместная песня с pyrokinesis «Днями-ночами». Трек спустя сутки оказывается на 35 месте в чарте ВКонтакте и закрепляется в топах других платформ.
В апреле 2020 выходит трек «ГАВ-ГАВ» совместно с ЛОВИМОМЕНТ. 15 сентября 2020 года выходит сольный трек «Teddy».
Трек «Девочка с каре» стал саундтреком к сериалу «Водоворот». В саундтрек к сериалу также вошли песни группы кис-кис, ЛСП и певицы Тоси Чайкиной.
16 декабря 2020 года Мукка презентует третий EP «Madmen Never Die». Мини-альбом получил 7 баллов из 10 от Алексея Мажаева (InterMedia).

### 2021: Пижама с динозаврами
10 февраля 2021 года Серафим выпускает трек «Delete», вдохновленный фильмом «Пипец».
25 февраля 2021 года выходит первый полноценный альбом «Пижама с динозаврами». Гостевыми куплетами на альбоме отличились pyrokinesis, Алена Швец и HOFMANNITA. Альбом получил 7 баллов из 10 от Алексея Мажаева (InterMedia).

### 2022: Мёртвые цветы
9 декабря 2022 года Мукка выпустил альбом «Мёртвые цветы», который стал более взрослой работой артиста.

### 2024 Синглы
15 марта 2024 года Мукка выпускает трек «Крыльями», а 29 марта выходит Mood Video.

## Музыкальный стиль
Творчество Мукки сравнивают с творчеством группы «Пошлая Молли» и относят к жанру мамбл-рок — разновидности панк-рока, возникшей на постсоветском пространстве во второй половине 2010-х.
По мнению Алексея Мажаева (музыкальное агентство InterMedia), Мукку в такой же мере можно отнести к попу, как и к року. Он также задаётся вопросом, почему «Яндекс.Музыка» классифицирует альбомы Мукки как русский рок, а не как инди-рок или, например, хип-хоп, «к которому на российских музыкальных премиях причисляют всё, что не „Песня года“». По его мнению, на альбоме Мукки «Таблетка» только одна песня, «Мама, я пьян», продолжает напоминать «Пошлую Молли», а треки «Не та» и «Таблетка» с него — «это вполне себе поп, хотя и с довольно бескомпромиссным лексиконом». Он видит на этом альбоме влияние Тимы Белорусских.
Российский музыкальный телеканал MTV относит песню «Девочка с каре» к панк-року.
В более поздних работах звучание и тексты песен исполнителя потерпели ревизию и существенно изменились, став характеризоваться как поп-рок.
В июне 2023 года заявил что «новые [песни] о наркотиках я не пишу», старые песни с упоминанием наркотических средств были «заблюрены» на всех площадках

## Дискография

### Студийный альбом
| Альбом                                                                                               |
| --- |
| «Пижама с динозаврами» - Релиз: 25 февраля 2021 - Формат: цифровая дистрибуция - Лейбл: Rhymes Music |
| «Мёртвые цветы» - Релиз: 9 декабря 2022 - Формат: цифровая дистрибуция - Лейбл: МУККА                |

| Оценки критиков | Оценки критиков |
| Источник        | Оценка          |
| --------------- | --------------- |
| InterMedia      | [ 3 ]           |

### Мини-альбомы (EP)
| Альбом                                                                                                 |
| --- |
| «Девочка с каре» - Дата выхода: 9 декабря 2018 - Формат: цифровая дистрибуция - Лейбл: МУККА           |
| «Таблетка» - Дата выхода: 14 ноября 2019 - Формат: цифровая дистрибуция - Лейбл: Rhymes Music          |
| «Madmen Never Die» - Дата выхода: 16 декабря 2020 - Формат: цифровая дистрибуция - Лейбл: Rhymes Music |

### Синглы
| Год  | Название                                                  | Примечания       | Альбом                                          |
| ---- | --------------------------------------------------------- | ---------------- | ----------------------------------------------- |
| 2019 | «Отдай кота»                                              | цифровой сингл   | без альбома                                     |
| 2019 | «Не горят»                                                | цифровой сингл   | без альбома                                     |
| 2019 | «Алиса»                                                   | цифровой сингл   | без альбома                                     |
| 2019 | «Виновница» (feat.playingtheangel)                        | цифровой сингл   | без альбома                                     |
| 2019 | «Танцуй до утра»                                          | сингл с альбома  | «Таблетка»                                      |
| 2019 | «Iphone 2К7»                                              | цифровой сингл   | без альбома                                     |
| 2019 | «ТВНБ»                                                    | цифровой сингл   | без альбома                                     |
| 2019 | «Скейт»                                                   | цифровой сингл   | без альбома                                     |
| 2019 | «Мы всё проебали»                                         | цифровой сингл   | без альбома                                     |
| 2019 | «Молод и ахуенен»                                         | цифровой сингл   | без альбома                                     |
| 2019 | «Медленно»                                                | цифровой сингл   | без альбома                                     |
| 2019 | «До декабря»                                              | цифровой сингл   | без альбома                                     |
| 2019 | «Говори»                                                  | цифровой сингл   | без альбома                                     |
| 2019 | «Втыкать в потолок»                                       | цифровой сингл   | без альбома                                     |
| 2019 | «Водкафанта 2.0»                                          | цифровой сингл   | без альбома                                     |
| 2019 | «Не та»                                                   | сингл с альбома  | «Таблетка»                                      |
| 2019 | «Не та» (cyberwwway remix)                                | цифровой сингл   | без альбома                                     |
| 2019 | «Лев против» (feat. FirstFeel & Booker и playingtheangel) | цифровой сингл   | без альбома                                     |
| 2020 | «Или синяя, красная»                                      | цифровой сингл   | без альбома                                     |
| 2020 | «Не киряй» (feat. Три дня дождя)                          | цифровой сингл   | без альбома                                     |
| 2020 | «Днями-ночами» (feat. pyrokinesis)                        | цифровой сингл   | без альбома                                     |
| 2020 | «Тэдди»                                                   | цифровой сингл   | без альбома                                     |
| 2021 | «Delete»                                                  | синглы с альбома | «Пижама с динозаврами»                          |
| 2021 | «Медуза»                                                  | синглы с альбома | «Пижама с динозаврами»                          |
| 2021 | «Некуда бежать» (feat. pyrokinesis & Booker)              | цифровой сингл   | без альбома                                     |
| 2021 | «Вода» (feat. Три дня дождя)                              | цифровой сингл   | без альбома                                     |
| 2021 | «Малолетки» (feat. Три дня дождя)                         | цифровой сингл   | «Малолетки» - макси-сингл (feat. Три дня дождя) |
| 2021 | «Весна» (feat. Три дня дождя)                             | цифровой сингл   | «Малолетки» - макси-сингл (feat. Три дня дождя) |
| 2021 | «Не выводи меня» (feat. Три дня дождя)                    | цифровой сингл   | «Малолетки» - макси-сингл (feat. Три дня дождя) |
| 2021 | «Паранойя» (feat. CMH)                                    | цифровой сингл   | без альбома                                     |
| 2022 | «Боль»                                                    | цифровой сингл   | без альбома                                     |
| 2022 | «Между Нами»                                              | цифровой сингл   | без альбома                                     |
| 2022 | «Под луной»                                               | цифровой сингл   | без альбома                                     |
| 2022 | «Зеркала» (feat. LXNER)                                   | цифровой сингл   | без альбома                                     |
| 2022 | «Чёрное сердце» (feat. pyrokinesis)                       | цифровой сингл   | без альбома                                     |
| 2022 | «Будильник» (feat. Лали)                                  | цифровой сингл   | без альбома                                     |
| 2022 | «После тебя»                                              | сингл с альбома  | «Мёртвые цветы»                                 |
| 2023 | «В надежде на чудо»                                       | цифровой сингл   | без альбома                                     |
| 2023 | «Уходя уходи» (feat. RAVANNA)                             | цифровой сингл   | без альбома                                     |
| 2023 | «Бурями»                                                  | цифровой сингл   | без альбома                                     |
| 2024 | «Крыльями»                                                | цифровой сингл   | без альбома                                     |
| 2024 | «Метелица» (feat. Юлия Савичева)                          | цифровой сингл   | «VK под шубой 3»                                |
| 2025 | «Вороны»                                                  | цифровой сингл   |                                                 |
| 2025 | «Дыхание твоё»                                            | цифровой сингл   |                                                 |

### Участие на релизах у других исполнителей
| Год  | Артист                          | Музыкальный релиз          | Трек                |
| ---- | ------------------------------- | -------------------------- | ------------------- |
| 2019 | playingtheangel и Три дня дождя | Цирк восходящего солнца    | «Бедная юность»     |
| 2019 | Дора                            | Младшая сестра             | «Жулик»             |
| 2019 | badCurt                         | Моя самая лучшая вечеринка | «Никотин»           |
| 2020 | 4Teen и KPEK                    | Пока все спят              | «Ну да»             |
| 2020 | Masha Hima                      | Ад и химия                 | «Дом»               |
| 2020 | playingtheangel                 | Infinity                   | «Заводи мотор»      |
| 2021 | Мэйклав                         | Цветомузыка                | «Снег»              |
| 2021 | Booker и pyrokinesis            | Выбери жизнь               | «Некуда бежать»     |
| 2021 | Три дня дождя                   | Когда ты откроешь глаза    | «Вода»              |
| 2022 | CMH                             | Mudblood                   | «Паранойя»          |
| 2023 | RAVANNA                         | О любви и демонах. Часть 1 | «Уходя уходи»       |
| 2023 | GSPD                            | Биполярная звезда          | «Биполярная звезда» |
| 2023 | JOLLO                           | Ведьма                     | «Лёд»               |
| 2025 | CMH                             | Kill this album            | «Когда я умру»      |

## Видеография
| Год  | Клип             | Режиссёр         |
| ---- | ---------------- | ---------------- |
| 2019 | «Девочка с каре» | Никита Аминов    |
| 2019 | «Таблетка»       | Талгат Сафаров   |
| 2024 | «Крыльями»       | Вячеслав Казаков |
| 2025 | «Вороны»         |                  |